# ジョアン・アレン
ジョーン・アレン（Joan Allen, 1956年8月20日 - ）は、アメリカ合衆国イリノイ州出身の女優である。1989年にトニー賞を受賞。これまでアカデミー賞には、『ザ・コンテンダー』で主演女優賞を1度、『ニクソン』と『クルーシブル』で助演女優賞を2度の計3度ノミネートされている。
映画、ジェイソン・ボーンシリーズでは2作目から登場し頭脳明晰なCIA上官を演じている。

## 来歴
4人兄弟の末っ子。ノーザン・イリノイ大学で学ぶ。
ジョン・マルコヴィッチとゲイリー・シニーズが設立したステッペンウルフ・シアター・カンパニーに当初から参加し、様々な舞台で活躍した。
1986年に映画デビュー。以来、演技派として多くの作品に出演している。1989年には舞台"Burn This"でトニー賞を受賞している。
これまで、アカデミー賞には、『ザ・コンテンダー』で主演女優賞を1度、『ニクソン』と『クルーシブル』で助演女優賞を2度の計3度ノミネートされている。

### プライベート
1990年に映画監督のピーター・フリードマンと結婚し、1994年に娘が生まれているが、2002年に別れている。

## 主な出演作品

### 映画
| 公開年 | 邦題 原題                                                                    | 役名                         | 備考 |
| ------ | ---------------------------------------------------------------------------- | ---------------------------- | --- |
| 1985   | ジュディスの告発 Compromising Positions                                      | メアリー・アリス・マホーニー | |
| 1986   | 刑事グラハム/凍りついた欲望 Manhunter                                        | リーバ・マクレーン           | |
| 1986   | デブリン・パニック Zeisters                                                  | ララ                         | |
| 1986   | ペギー・スーの結婚 Peggy Sue Got Married                                     | マディ                       | |
| 1988   | タッカー Tucker: The Man and His Dream                                       | ヴェラ・タッカー             | |
| 1989   | ブルース・ウィリス/イン・カントリー In Country                               | アイリーン                   | |
| 1993   | 哀愁のメモワール Ethan Frome                                                 | ジーナ                       | |
| 1993   | ボビー・フィッシャーを探して Searching for Bobby Fischer                     | ボニー・ウェイツキン         | |
| 1993   | 弟はミュータント? Josh and S.A.M.                                            | キャロライン                 | |
| 1995   | マッド・ラブ Mad Love                                                        | マーガレット・ロバーツ       | |
| 1995   | ニクソン Nixon                                                               | パット・ニクソン             | アカデミー助演女優賞ノミネート 英国アカデミー賞 助演女優賞ノミネート 全米映画俳優組合賞助演女優賞ノミネート 全米映画批評家協会賞助演女優賞受賞 ロサンゼルス映画批評家協会賞助演女優賞受賞 ボストン映画批評家協会賞助演女優賞受賞 シカゴ映画批評家協会賞助演女優賞受賞 カンザスシティ映画批評家協会賞助演女優賞受賞 テキサス映画批評家協会賞助演女優賞受賞 |
| 1996   | クルーシブル The Crucible                                                    | エリザベス・プロクター       | アカデミー助演女優賞ノミネート ゴールデングローブ賞 助演女優賞ノミネート クリティクス・チョイス・アワード助演女優賞受賞 サウスイースタン映画批評家協会賞助演女優賞受賞 |
| 1997   | アイス・ストーム The Ice Storm                                               | エレナ・フッド               | |
| 1997   | フェイス/オフ Face/Off                                                       | イヴ・アーチャー             | |
| 1998   | カラー・オブ・ハート Pleasantville                                           | ベティ・バーカー             | クリティクス・チョイス・ムービー・アワード 助演女優賞受賞 ロサンゼルス映画批評家協会賞 助演女優賞受賞 ボストン映画批評家協会賞助演女優賞受賞 サテライト賞助演女優賞 (コメディ・ミュージカル部門)受賞 オンライン映画批評家協会賞助演女優賞受賞 サウスイースタン映画批評家協会賞助演女優賞受賞 サターン賞助演女優賞受賞                                     |
| 1999   | イッツ・ザ・レイジ All The Rage                                              | ヘレン                       | |
| 2000   | ザ・コンテンダー The Contender                                               | レイン・ハンソン             | アカデミー主演女優賞ノミネート ゴールデングローブ賞 主演女優賞 (ドラマ部門)ノミネート 全米映画俳優組合賞主演女優賞ノミネート インディペンデント・スピリット賞主演女優賞ノミネート |
| 2002   | アヴァロンの霧 The Mists of Avalon                                           |                              | テレビ映画 エミー賞助演女優賞 (ミニシリーズ/テレビ映画部門)ノミネート |
| 2004   | きみに読む物語 The Notebook                                                  | アン・ハミルトン             | |
| 2004   | ボーン・スプレマシー The Bourne Supremacy                                    | パメラ・ランディ             | |
| 2004   | 愛をつづる詩 Yes                                                             | 彼女                         | |
| 2005   | ママが泣いた日 The Upside of Anger                                           | テリー・ウルフマイヤー       | クリティクス・チョイス・アワード主演女優賞ノミネート シカゴ映画批評家協会賞主演女優賞受賞 ダラス・フォートワース映画批評家協会賞主演女優賞受賞 アイオワ映画批評家協会賞主演女優賞受賞 サンディエゴ映画批評家協会賞主演女優賞受賞 |
| 2007   | ボーン・アルティメイタム The Bourne Ultimatum                                | パメラ・ランディ             | |
| 2008   | デス・レース Death Race                                                      | ウォーデン・ヘネシー         | |
| 2009   | HACHI 約束の犬 Hachiko: A Dog's Story                                        | ケイト                       | |
| 2009   | ジョージア・オキーフ ～愛と創作の日々～ Georgia O'Keeffe                     | ジョージア・オキーフ         | テレビ映画 エミー賞主演女優賞 (ミニシリーズ/テレビ映画部門)ノミネート ゴールデングローブ賞女優賞(ミニシリーズ・テレビ映画部門）ノミネート 全米映画俳優組合賞女優賞 (テレビ映画・ミニシリーズ)ノミネート |
| 2012   | ボーン・レガシー The Bourne Legacy                                           | パメラ・ランディ             | |
| 2014   | スティーヴン・キング ファミリー・シークレット Stephen King's a Good Marriage | ダーシー                     | 日本劇場未公開 |
| 2015   | ルーム Room                                                                  | ばあば / ナンシー            | |

### テレビシリーズ
| 放映年 | 邦題 原題                               | 役名                     | 備考       |
| ------ | --------------------------------------- | ------------------------ | ---------- |
| 2014   | THE KILLING The Killing                 | マーガレット・レイン大佐 | 計6話出演  |
| 2016   | ウォーレン・ファミリーの秘密 The Family | クレア・ウォーレン       | 計12話出演 |

### ゲーム
- The Elder Scrolls V: Skyrim - Blades の生き残り Delphine の声を担当 (2011年)

## 参照
1. ↑  “Joan Allen”. Yahoo! Movies. (2007年) 2007年8月10日閲覧。
2. ↑  Hegberg, Carol (2005年4月11日). “With three new movies Rochelle native Joan Allen is making her mark”. The Daily Chronicle 2007年8月10日閲覧。 {{cite news}}: 不明な引数|coauthors=が空白で指定されています。 (説明)⚠